# فورت مک‌کاوت (تگزاس)
فورت مک‌کاوت (به انگلیسی: Fort McKavett) یک منطقهٔ مسکونی در ایالات متحده آمریکا است که در شهرستان منارد، تگزاس واقع شده‌است. فورت مک‌کاوت ۶۶۱٫۱۲ متر بالاتر از سطح دریا واقع شده‌است.